# Vâgani, Harghita
Vâgani este o localitate componentă a municipiului Toplița din județul Harghita, Transilvania, România. Se află în partea de Nord-Vest a acestuia, la limita cu județul Mureș.

 Acest articol despre o localitate din județul Harghita este deocamdată un ciot. Puteți ajuta Wikipedia prin completarea lui.